# Gnarabup Beach
Gnarabup Beach är en strand i Australien. Den ligger i delstaten Western Australia, omkring 240 kilometer söder om delstatshuvudstaden Perth.
I omgivningarna runt Gnarabup Beach växer i huvudsak blandskog. Runt Gnarabup Beach är det mycket glesbefolkat, med 3 invånare per kvadratkilometer. Genomsnittlig årsnederbörd är 1 147 millimeter. Den regnigaste månaden är maj, med i genomsnitt 198 mm nederbörd, och den torraste är februari, med 10 mm nederbörd.